# Kozly (Lipová)
Kozly (německy Gosel) jsou osada v okrese Cheb v Karlovarském kraji. Je součástí obce Lipová a leží v katastrálním území Kozly u Lipové o výměře 276 ha. Nachází se asi 10 km jihovýchodně od Chebu. V roce 2021 zde žilo 16 obyvatel v pěti domech.
V Kozlech je registrováno šest čísel popisných: 21, 22, 23, 24, 25 a 26. Prochází tudy silnice III/2148. Protéká tudy Kozelský potok, který se vlévá do vodní nádrže Jesenice. Nachází se zde boží muka a osm bezejmenných rybníků.
| Rok            | 1869 | 1880 | 1890 | 1900 | 1910 | 1921 | 1930 | 1950 | 1961 | 1970 | 1980 | 1991 | 2001 | 2011 | 2021 |
| -------------- | ---- | ---- | ---- | ---- | ---- | ---- | ---- | ---- | ---- | ---- | ---- | ---- | ---- | ---- | ---- |
| Počet obyvatel | 73   | 67   | 71   | 66   | 66   | 62   | 76   | 28   | 26   | 14   | –    | –    | 5    | 11   | 16   |
| Počet domů     | 10   | 10   | 10   | 10   | 10   | 9    | 10   | 12   | –    | 4    | –    | –    | 4    | 6    | 5    |